# Complexul sportiv Floreasca

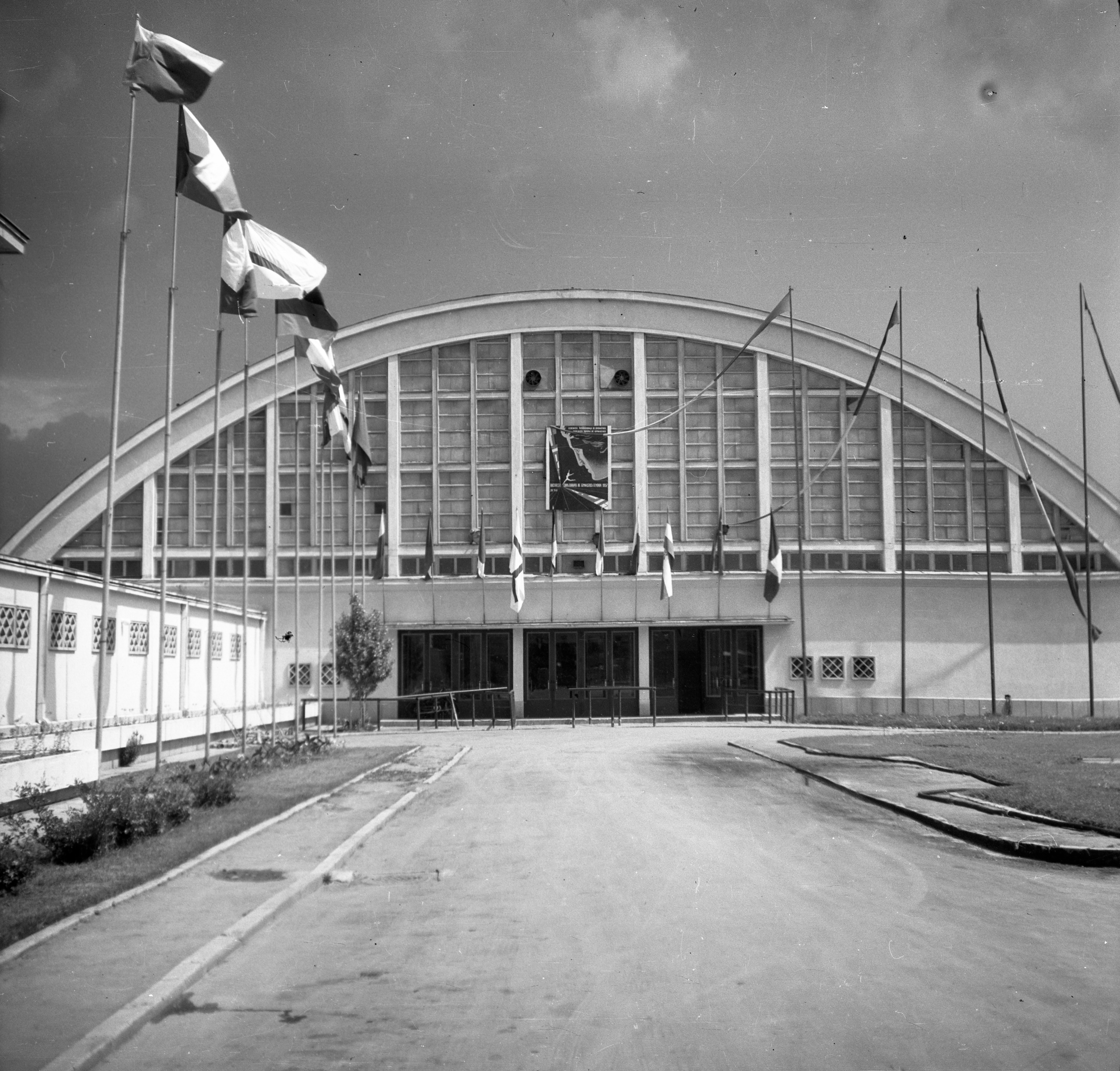
În Sala Floreasca au avut loc Campionatele europene de gimnastică feminină din 1957

Complexul sportiv Floreasca este o bază sportivă aflat în Calea Floreasca din București, vis-a-vis de Parcul Floreasca.
A fost construit în 1949, după planurile arhitecților Titus Evolceanu și Sofia Ungureanu, și dat în folosință pe 14 aprilie 1950. Acoperișul tridimensional este construit din lemn. 
Complexul este format dintr-o sală în care se desfășoară diverse jocuri sportive și un bazin de înot acoperit, cu o lungime 33 m și o lățime de 16 m. „Campionatele internaționale de tenis de masă ale Republicii Populare Române”, care au debutat chiar în ziua inaugurării clădirii, au fost primul eveniment găzduit de complexul Floreasca.
Din 1994, în memoria handbalistului Lucian Grigorescu, Sala Sporturilor Floreasca îi poartă numele.